# Coloradisaurus
Coloradisaurus („ještěr od řeky Los Colorados“) byl rod prosauropodního dinosaura, žijícího v období svrchního triasu (věk nor, asi před 221 až 210 miliony let) na území dnešní Argentiny. Typový druh C. brevis byl formálně popsán paleontologem Peterem Galtonem v roce 1990. Je možné, že se jedná pouze o dospělý exemplář mussaura. Původní název byl Coloradia, ten však již patřil jednomu rodu motýla, proto byl později změněn.

## Popis
Coloradisarus byl poměrně malý sauropodomorf, dosahující délky 3 metrů a hmotnosti kolem 70 kilogramů. Podle paleontologa Thomase R. Holtze, Jr. dosahoval délky asi 4 metry.
V období triasu byli sauropodomorfové rozšíření zejména na území jihozápadní Gondwany, tedy současné Jižní Ameriky. Nalézáme zde malé archaické formy zhruba do hmotnosti 50 kilogramů, robustnější riojasauridy i první obří formy ze skupiny lessemsauridů.
Coloradisaurus obýval ekosystémy souvrství Los Coloradas spolu s množstvím dalších druhů sauropodomorfů, kteří byli v tomto období velmi úspěšnou a rozšířenou skupinou megaherbivorů.